# Andeomezentia
Andeomezentia is een geslacht van rechtvleugeligen uit de familie Romaleidae. De wetenschappelijke naam van dit geslacht is voor het eerst geldig gepubliceerd in 1994 door Amédégnato & Poulain.

## Soorten
Het geslacht Andeomezentia omvat de volgende soorten:
- Andeomezentia napoana Amédégnato & Poulain, 1994
- Andeomezentia visenda Rehn, 1938